# Curtiss R3C

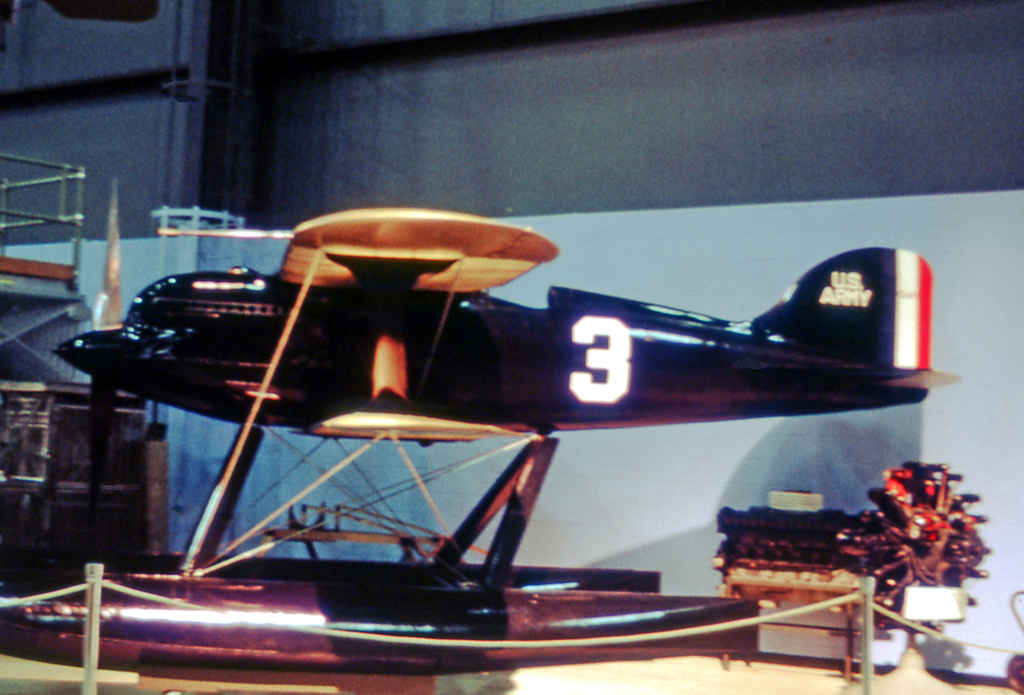
Curtiss R3C-2 - National Air And Space Museum, Washington

De  Curtiss R3C  is een Amerikaans eenmotorig tweedekker racevliegtuig. Ontwikkeld en geproduceerd door vliegtuigfabriek Curtiss. De eerste vlucht vond plaats op 18 september 1925. Er zijn totaal 3 exemplaren geproduceerd.
De Curtiss R3C is een doorontwikkeling van de Curtiss CR familie van wedstrijdvliegtuigen. De R3C is zowel gebouwd in een versie met een wielonderstel als een watervliegtuig-versie met drijvers.

## Varianten
Curtiss R3C-1Versie met wielonderstel. Winnaar van de Pulitzer Trophy Race op 12 oktober 1925. Bestuurd door piloot Cyrus Bettis  die een snelheid haalde van 406 km/u.
Curtiss R3C-2Watervliegtuig. Winnaar van de 1925 Schneider Trophy bestuurd door Jimmy Doolittle. Doolittle zette op het rechte stuk een nieuw snelheidsrecord van 395,40 km/u neer. Tijdens de Schneider Trophy van 1926 behaalde piloot Christian Franck Schilt met een R3C-2, waarvan de motor was aangepast, de tweede plaats.